# Episodi di Criminal Minds (sesta stagione)
La sesta stagione della serie televisiva Criminal Minds è stata trasmessa in prima visione assoluta negli Stati Uniti d'America da CBS dal 22 settembre 2010 al 18 maggio 2011: la stagione ha ottenuto un'audience media di 14.111.000 telespettatori, risultando così una delle serie più seguite della stagione televisiva statunitense 2010-2011.
In lingua italiana, la stagione è stata trasmessa in prima visione a pagamento in Italia da Fox Crime dall'11 febbraio all'8 luglio 2011, mentre in chiaro è stata trasmessa in Svizzera da RSI LA1 dal 1º luglio 2011.
| nº | Titolo originale           | Titolo italiano               | Prima TV USA      | Prima TV Italia  |
| -- | -------------------------- | ----------------------------- | ----------------- | ---------------- |
| 1  | The Longest Night          | Una lunga, lunga notte        | 22 settembre 2010 | 11 febbraio 2011 |
| 2  | JJ                         | JJ                            | 29 settembre 2010 | 11 febbraio 2011 |
| 3  | Remembrance of Things Past | Il ricordo delle cose passate | 6 ottobre 2010    | 25 febbraio 2011 |
| 4  | Compromising Positions     | Posizioni compromettenti      | 13 ottobre 2010   | 18 febbraio 2011 |
| 5  | Safe Haven                 | Anime malvagie                | 20 ottobre 2010   | 4 marzo 2011     |
| 6  | Devil's Night              | La notte del diavolo          | 27 ottobre 2010   | 11 marzo 2011    |
| 7  | Middle Man                 | Bisogno d'amore               | 3 novembre 2010   | 18 marzo 2011    |
| 8  | Reflection of Desire       | Riflesso del desiderio        | 10 novembre 2010  | 25 marzo 2011    |
| 9  | Into The Woods             | Dentro i boschi               | 17 novembre 2010  | 1º aprile 2011   |
| 10 | What Happens At Home       | Cercando il perdono           | 8 dicembre 2010   | 8 aprile 2011    |
| 11 | 25 to Life                 | Una storia complessa          | 15 dicembre 2010  | 15 aprile 2011   |
| 12 | Corazon                    | La forza del cuore            | 19 gennaio 2011   | 22 aprile 2011   |
| 13 | The Thirteenth Step        | Il tredicesimo passo          | 26 gennaio 2011   | 29 aprile 2011   |
| 14 | Sense Memory               | L'odore del passato           | 9 febbraio 2011   | 6 maggio 2011    |
| 15 | Today I Do                 | Il prezzo del cambiamento     | 16 febbraio 2011  | 13 maggio 2011   |
| 16 | Coda                       | Note dal profondo             | 23 febbraio 2011  | 20 maggio 2011   |
| 17 | Valhalla                   | Valhalla                      | 2 marzo 2011      | 27 maggio 2011   |
| 18 | Lauren                     | Lauren                        | 16 marzo 2011     | 3 giugno 2011    |
| 19 | With Friends Like These... | Con amici come questi...      | 30 marzo 2011     | 10 giugno 2011   |
| 20 | Hanley Waters              | Stadi del dolore              | 6 aprile 2011     | 17 giugno 2011   |
| 21 | The Stranger               | Ombre del passato             | 13 aprile 2011    | 24 giugno 2011   |
| 22 | Out of the Light           | Alla ricerca di Rose          | 4 maggio 2011     | 1º luglio 2011   |
| 23 | Big Sea                    | Il mare è grande              | 11 maggio 2011    | 8 luglio 2011    |
| 24 | Supply and Demand          | Domanda e offerta             | 18 maggio 2011    | 8 luglio 2011    |

## Una lunga, lunga notte
- Titolo originale: The Longest Night
- Diretto da: Edward Allen Bernero
- Scritto da: Edward Allen Bernero

### Trama
Il serial killer soprannominato il "principe delle tenebre" continua la sua follia omicida a Los Angeles, con la figlia del Detective Spicer come ostaggio, Ellie. L'FBI con una mossa disperata, manda JJ in una stazione di trasmissione radio da dove può inserirsi su tutte le frequenze e parlare direttamente al rapitore, che ascolta sempre la radio per sentir parlare dei propri crimini. Penelope scopre che la madre dell'SI faceva la prostituta e che a volte vendeva suo figlio a dei clienti pedofili; cresciuto, il ragazzino uccide madre e un cliente, schivando il grosso della condanna perché minorenne. JJ parla al rapitore che, toccato in qualche modo dalle sue parole, lascia andare la ragazzina, si barrica all'interno di una casa e chiede un faccia a faccia con Morgan, che aveva picchiato brutalmente quando aveva ucciso Spicer. Dopo un drammatico confronto, il killer fa in modo di farsi uccidere da Morgan.
- Ascolti USA: telespettatori 14.130.000[3]
- Guest star: Tim Curry (Billy Flynn), Robert Davi (Detective Kurzbard)

### Soggetto Ignoto
Billy Flynn, anche chiamato "il principe delle tenebre"

### Citazioni
- "Una famiglia è un posto in cui le anime vengono a contatto tra loro. Se si amano a vicenda, la casa sarà bella come un giardino di fiori. Ma se le anime perdono l'armonia tra loro, sarà come se una tempesta avesse distrutto quel giardino". Buddha (Jennifer "JJ" Jareau)
- "... è giusto avere paura dei mostri, ma non è giusto lasciarli vincere. E non è giusto nemmeno diventare un mostro." (Jennifer "JJ" Jareau)

## JJ
- Titolo originale: JJ
- Diretto da: Charles S. Carroll
- Scritto da: Erica Messer

### Trama
A JJ era stato offerto un lavoro al Pentagono che ha rifiutato. Intanto, una ragazza andata in vacanza è misteriosamente sparita dopo aver passato la notte in compagnia di due ragazzi precedentemente conosciuti. La polizia pensa che i ragazzi, che sono stati arrestati, siano una coppia di predatori dominante-sottomesso, ma chiede l'intervento del BAU per cercare di indurre uno dei due a tradire l'altro e a confessare. Dopo un interrogatorio serrato, il team del BAU scopre che è stato il "sottomesso" a buttare la ragazza da una barca in mezzo all'oceano perché gli aveva preferito l'amico. Nonostante siano passati 3 giorni, le squadre di soccorso la ritrovano viva aggrappata ad una boa di segnalazione. Nel corso della puntata JJ scoprirà che il suo trasferimento al Pentagono è già stato accettato contro la sua volontà e sarà costretta a salutare la squadra.
- Guest star: Michael Welch (Syd Pearson), Gil Bellows (Jeff Joyce)
- Ascolti USA: telespettatori 14.410.000[4]

### Soggetto Ignoto
Gli amici Syd Pearson e Jimmy Barrett

### Citazioni
- Jean Racine ha detto: "Una tragedia non necessita di sangue e morte; è sufficiente che sia pervasa di quella maestosa tristezza che è il fondamento della tragedia". (Jennifer "JJ" Jareau)

## Il ricordo delle cose passate
- Titolo originale: Remembrance of Things Past
- Diretto da: Glenn Kershaw
- Scritto da: Janine Sherman Barrois

### Trama
In Virginia alcune giovani donne vengono trovate uccise in un modo che all'agente Rossi fa tornare in mente un vecchio caso che lo perseguita da anni: quello del Macellaio, colui che prima di uccidere le vittime fa fare loro un'ultima drammatica telefonata ai cari; è proprio da questo che capiranno chi sia e che ha un complice che è suo figlio. Scoprono che il "vecchio" serial killer è malato di Alzheimer e che ha sottomesso il figlio costringendolo ad assistere, ancora bambino, all'omicidio della madre e soggiogandolo affinché gli facesse da complice.
- Ascolti USA: telespettatori 14.740.000[5]

### Soggetto Ignoto
La coppia padre e figlio, Lee Mullens, anche chiamato "il macellaio", e Colby Bachner

### Citazioni
- Proust ha scritto: "Il ricordo delle cose passate non è necessariamente il ricordo di come siano state veramente". (David Rossi)
- Twain ha scritto: "Quando ero giovane, ricordavo tutto, che fosse successo realmente o no, ma ora le mie facoltà stanno scemando, e presto non riuscirò a ricordare altro se non le cose che non sono mai accadute. È triste ridursi in questo modo, ma è una cosa che capiterà a tutti noi". (David Rossi)

## Posizioni compromettenti
- Titolo originale: Compromising Positions
- Diretto da: Guy Norman Bee
- Scritto da: Breen Frazier

### Trama
La squadra è chiamata ad Akron, in Ohio, per risolvere un caso estremamente difficile: un SI che attacca coppie sposate costringendole ad avere un rapporto sessuale prima di ucciderle. In questa puntata JJ viene sostituita da una serissima Penelope Garcia, che fa di tutto per aiutare Hotch e la squadra nell'arduo compito di mantenere i rapporti con i media e con le famiglie delle vittime, nonostante questo richieda un drastico cambiamento di look che, insieme al suo nuovo compito, le causeranno non poche tensioni. Solo quando ritornerà a essere la "vera" Penelope, grazie anche all'aiuto di Morgan, capirà come aiutare la squadra. Il team del BAU scoprirà che l'SI è un ex scambista, la cui moglie è rimasta incinta di un altro uomo, siccome lo stesso SI a causa di un'operazione era diventato invalido ed impotente, come lui stesso si sentiva. Per riacquisire controllo e potere sfoga la sua rabbia uccidendo le coppie con cui è entrato in contatto, seguendo schemi ben rigidi.
- Ascolti USA: telespettatori 14.000.000[6]

### Soggetto Ignoto
Lo scambista James Thomas

### Citazioni
- Abramo Lincoln ha detto: "Chiunque tu sia, sii una persona per bene". (Penelope Garcia)
- "Indossiamo tutti delle maschere, e arriva un momento in cui non possiamo toglierle senza toglierci la pelle". André Berthiaume (Emily Prentiss)

## Anime malvagie
- Titolo originale: Safe Haven
- Diretto da: Andy Wolk
- Scritto da: Alicia Kirk

### Trama
La squadra si reca in Iowa per indagare su un serial killer che agisce al confine con il Nebraska e uccide le famiglie partendo dai figli e lasciando le madri per ultime, accanendosi su di loro; l'attenzione viene attirata dal fatto che l'SI disseziona i cadaveri come spinto da una malsana curiosità, e che agisce quando già si trova all'interno delle case in cui è accolto, senza alcun segno di effrazione. Indagando, il team del BAU capisce che l'SI è un ragazzo giovane che sfrutta il suo aspetto innocente e fingendosi in difficoltà per farsi invitare a casa dalle mamme, e che è spinto dall'odio verso la madre che l'ha abbandonato: la donna infatti lo ha lasciato ai servizi sociali perché colpevole di violenze fisiche nei confronti di animali e della sorellina più piccola. Intanto Morgan deve affrontare l'arrivo a Quantico della figlia del detective Spicer, fuggita dalla famiglia affidataria che nemmeno si è accorta della sua sparizione. Morgan rintraccia la madre naturale della bambina per cercare di darle una famiglia stabile.

### Soggetto Ignoto
L'adolescente Jeremy Sayer

### Citazioni
- "L'umanità è una sola famiglia indivisa e indivisibile, non posso prendere le distanze neanche dall'anima più malvagia". Mahatma Gandhi (Derek Morgan)
- "Ma ho promesse da non tradire e miglia da fare prima di dormire, miglia da fare prima di dormire". Robert Frost (Derek Morgan)

## La notte del diavolo
- Titolo originale: Devil's Night
- Diretto da: Charles Haid
- Scritto da: Randy Huggins

### Trama
Dopo diverse persone trovate bruciate vive una volta l'anno il giorno prima di Halloween, la BAU è chiamata a Detroit per investigare. La squadra scopre che le vittime scelte dal serial killer non sono casuali. Né ovviamente lo è la circostanza delle feste di Halloween, unici giorni dell'anno in cui l'assassino può aggirarsi per le strade senza essere troppo notato: grazie alla testimonianza della moglie di una delle vittime, infatti, capiscono che l'SI è gravemente sfigurato a causa di alcune ustioni e che sta uccidendo per vendetta alcune persone che lo hanno emarginato in passato in seguito al suo incidente.
Lo stesso SI, alla fine si recherà direttamente a casa della ex compagna e degli zii di quest'ultima, e qui scoprirà di avere un figlio.
Si consegnerà perciò alla polizia.

### Soggetto Ignoto
Il saldatore Kaman Scott

### Citazioni
- Niccolò Machiavelli ha scritto: "L'offesa che si fa all'uomo deve essere tanto grande da non temere la vendetta". (Aaron Hotchner)
- Thomas Kempis ha scritto: "L'amore non sente pesi, ignora i suoi problemi, affronta quello che è al di sopra delle sue forze, non invoca scuse per l'impossibilità, perché pensa che tutto sia legittimo per lui. E che tutto sia possibile". (Aaron Hotchner)

## Bisogno d'amore
- Titolo originale: Middle Man
- Diretto da: Rob Spera
- Scritto da: Rick Dunkle

### Trama
Ballerine di lap dance vengono rapite e i corpi vengono ritrovati nei campi di grano in Indiana due giorni dopo il rapimento; il team del BAU deve correre contro il tempo quando si rende conto di avere solo due giorni per trovare l'ultima vittima di rapimento. Studiando i filmati dei locali il BAU capisce che ha a che fare con tre giovani SI, un branco di universitari costituito da un "capo branco" che prende le decisioni, Michael, dal seguace, Chris, e dal un "gregario" Scott, l'ultimo arrivato nel gruppo. È proprio lui che vorrà lasciare il gruppo e finirà ucciso dal maschio alpha. Successivamente, con l'aiuto di Garcia, il team del BAU scoprirà che il seguace del leader si chiama Chris Salters ed è il figlio dello sceriffo, il quale ha sempre coperto la natura violenta del figlio.
- Ascolti USA: telespettatori 14.576.000[7]

### Soggetto Ignoto
I tre amici Michael Kosina, Chris Salters e Scott Kagan

### Citazioni
- "Il gregge cerca il grande non per il suo bene, ma per la sua influenza. E il grande lo accoglie per vanità o per bisogno". Napoleone Bonaparte (Aaron Hotchner)
- "Senza eroi siamo persone comuni e non sappiamo quanto possiamo andare lontano". Bernard Malamud (Aaron Hotchner)

## Riflesso del desiderio
- Titolo originale: Reflection of Desire
- Diretto da: Anna Foerster
- Scritto da: Simon Mirren

### Trama
Kelly Landis, una donna scomparsa da tre giorni, viene trovata morta. Il team del BAU viene chiamato quando la polizia di Washington non riesce a trovare connessioni con nessun caso precedente e per la firma che l'SI lascia sulle vittime: asporta loro le labbra. Grazie a Penelope, il team del BAU scopre che l'SI è figlio di una stella del cinema degli anni '50 (infatti alle vittime è stato attribuito l'aspetto proprio di quegli anni e fatto recitare loro alcune battute di vecchi film) che ha dovuto abbandonare la carriera a causa della gravidanza e che ha rinfacciato al figlio la vita da star perduta a causa della maternità. Il figlio ha tenuto in casa il cadavere della madre cercando di restituirle, seppur nella sua mente malata, la fama persa.
La squadra scopre che Garcia recita a teatro.

### Soggetto Ignoto
Il figlio d'arte Rhett Walden, anche chiamato "lo squartatore del Campidoglio"

### Citazioni
- Ritengo che l'umanità sia nata da un conflitto. Forse è per questo che tutti noi abbiamo un lato oscuro. Alcuni scelgono di assecondarlo, altri non hanno scelta, il resto di noi lo combatte. Ma in fin dei conti è naturale come l'aria che respiriamo. A un certo punto siamo costretti ad affrontare la verità, tutti noi. Per me quel giorno è arrivato. (Penelope Garcia)
- "La fama svanirà e addio fama, ti ho avuta. Ho sempre saputo che eri incostante. È una cosa che so, a cui non so abituarmi". Marilyn Monroe (Penelope Garcia)

## Dentro i boschi
- Titolo originale: Into the Woods
- Diretto da: Glenn Kershaw
- Scritto da: Kimberly Ann Harrison

### Trama
Dopo il ritrovamento del cadavere di un undicenne sulle montagne degli Appalachi da parte di una famiglia che si era persa nei boschi, la squadra viene chiamata ad indagare sul rapimento di altri due bambini (fratello e sorella) che erano con i genitori a dormire in tenda. Il killer è un asociale che non ha contatti con la civiltà da più di 10 anni. Si scoprirà inoltre che aveva già molestato e ucciso diversi bambini rapiti nei boschi, muovendosi sul sentiero in modo da rapire un bambino in ogni stato diverso, in modo che così le autorità pensino che i bambini si siano persi per i boschi senza venire mai ritrovati. La puntata si conclude con il salvataggio di tutti e due i bambini, ma sfortunatamente il killer riesce a scappare, tornando nei boschi.

### Soggetto Ignoto
Il pedofilo Shane Wyland, che poi consegna il ragazzo all'amico pedofilo Brandon Stiles.

### Citazioni
- Ralph Ellison ha detto: "Sono invisibile, semplicemente perché la gente rifiuta di vedermi". (Derek Morgan)
- Elise Cabot ha detto: "Il male brucia solo un momento, ma si lascia dietro un guscio carbonizzato". (Aaron Hotchner)

## Cercando il perdono
- Titolo originale: What Happens at Home
- Diretto da: Edward Allen Bernero
- Scritto da: Jan Eliasberg

### Trama
La squadra è chiamata in Nuovo Messico per indagare sull'omicidio di tre donne uccise in casa, tutte residenti nello stesso comprensorio. La vigilanza del comprensorio non ha notato nessuno sconosciuto in entrata o uscita, perciò è ipotizzabile che il sospetto faccia parte della comunità. Al profilo preliminare corrispondono 64 uomini su 71, perciò viene deciso che vengano utilizzate altre metodologie per tracciare un profilo più dettagliato.
Per questo l'agente Hotchner, con l'aiuto dell'agente Rossi, decide di interpellare come consulente una cadetta dell'FBI, Ashley Seaver, il cui padre, Charles Beauchamp, è stato un serial killer soprannominato lo "Squartatore di Redmond".
La stessa Seaver, si presenta a casa di una delle tre famiglie che hanno subito il lutto, composta dalla bambina e dal padre, proprio quest'ultimo si scoprirà essere l'assassino, e punterà alla gola dell'agente un coltello, chiedendole di spiegare come conoscesse così tanti dettagli relativi al comportamento dei familiari dei soggetti ignoti.
La squadra, interviene in tempo, sparando al colpevole, il quale non intende affatto abbassare l'arma.
Ashley, si rivede molto nella bambina della vicenda, e ricorda il suo difficile passato in un confronto con Rossi, durante il viaggio di ritorno. Invece, Hotch, non è affatto convinto ad assumere ufficialmente la donna nella squadra, in quanto non condivide il fatto che Ashley si sia avventurata da sola e disarmata all'interno dell'abitazione del potenziale sospettato. La sua posizione, resta perciò ancora incerta.

### Soggetto Ignoto
Il tecnico informatico Drew Jacobs

### Citazioni
- "Quando eravamo bambini, pensavamo che una volta cresciuti non saremmo più stati vulnerabili. Ma crescere vuol dire accettare la vulnerabilità. Essere vivi significa essere vulnerabili". Madeleine L'Engle (Aaron Hotchner)
- "I figli iniziano amando i loro genitori, in seguito li giudicano. Qualche volta li perdonano". Oscar Wilde (David Rossi)

## Una storia complessa
- Titolo originale: 25 to Life
- Diretto da: Charles S. Carroll
- Scritto da: Erica Messer

### Trama
Hotch si prende un permesso dal lavoro dopo un anno dalla morte della moglie. La squadra viene contattata per il profilo psicologico del detenuto Donald Senderson accusato di aver ucciso moglie e figlia risparmiando il figlio. Viene scelto Morgan per l'incarico e grazie alla sua opinione a favore del detenuto, a questo viene concessa la libertà vigilata. Il giorno dopo un uomo, Tom Wittman, presunto complice degli omicidi avvenuti in casa Senderson, viene ritrovato morto e l'assassino è Senderson, che però proclama la sua innocenza, così come si proclama innocente dell'omicidio della sua famiglia. Il team del BAU inizia a indagare, anche per riabilitare la reputazione di Morgan, arrivando a un membro del Congresso, reale responsabile della morte dei familiari dell'uomo e dell'altra complice.

### Soggetto Ignoto
Il candidato al Congresso James Stanworth, con la complicità di Tom Wittman e Mary Rutka

### Citazioni
- "Non esiste una libertà parziale". Nelson Mandela (Derek Morgan)
- "Tutte le verità sono facili da capire quando sono rivelate, il difficile è scoprirle". Galileo Galilei (Derek Morgan)

## La forza del cuore
- Titolo originale: Corazon
- Diretto da: John Gallagher
- Scritto da: Katarina Wittich

### Trama
Reid ha forti mal di testa che lui crede sintomo di qualcosa di peggio. La squadra è chiamata per un'indagine che sembra avere a che fare con le religioni afro-caraibiche, in particolare con il Palo Mayombe. Infatti tutte le vittime sono state ritrovate con mani, dita, lingue e cervelli asportati, e lasciate in posizioni riconducibili ad un rito, con tanto di simboli e segni sul pavimento e sul corpo delle vittime.  Il team del BAU fatica a progredire nelle indagini a causa della chiusura e dell'omertà della comunità, interpella pertanto uno studioso, il professor Walker. Inizialmente sospettano di un "sacerdote" che, in preda ad una specie di trance, cerca di catechizzare Reid, facendo illazioni anche sui suoi mal di testa. Sarà sempre il sacerdote, con una specie di preghiera-rituale, a mettere sulla pista giusta il team del BAU e far trovare alla squadra il vero colpevole, e ad aiutare Reid a trovare una soluzione, sebbene suggestiva e inspiegabile scientificamente, per i suoi mal di testa. L'uomo crede infatti che Reid abbia bisogno soltanto di una pausa e di riposo dal proprio lavoro e da tutto ciò cui è obbligato assistere giornalmente. Anche dalle tac al cervello, risulta non esserci nulla che possa compromettere la salute dell'agente, ma Reid non è convinto, ed è spaventato dall'idea di potersi ammalare di schizofrenia, patologia cui già la madre è affetta.

### Soggetto Ignoto
Il professor Hollis Walker Jr.

### Citazioni
- "Nessun uomo sceglie il male perché è il male, lo confonde solo con la felicità, con il bene che cerca". Mary Wollstonecraft Shelley (Dott. Spencer Reid)
- "Le cose migliori e più belle della vita non possono essere né viste, né toccate. Devono essere sentite con il cuore". Helen Keller (Dott. Spencer Reid)

## Il tredicesimo passo
- Titolo originale: The Thirteenth Step
- Diretto da: Doug Aarniokoski
- Scritto da: Janine Sherman Barrois

Ray e Sidney sono una coppia che compie una strage dopo l'altra e, dopo essersi sposati, sembra che la furia omicida peggiori di passo in passo. Il team del BAU indaga e scopre il passato dei due sposini: entrambi alcolizzati hanno subito abusi dalle loro famiglie da piccoli e adesso nel loro mirino ci sono i propri genitori. Arrivati dai genitori di lui, a cui il ragazzo rinfaccia di essere finito in affidamento per i loro problemi di droga e perché il padre pedofilo lo ha violentato da bambino, il ragazzo ordina al padre di ammettere le sue colpe e chiedergli scusa per il male che gli ha fatto, ma l'uomo impenitente fino all'ultimo si rifiuta. Sidney spara al suocero, a detta sua per aiutare Ray a chiudere i conti temendo che non avrebbe avuto il coraggio di uccidere il suo aguzzino, scatenando la furia del marito. Raggiungono poi il padre pedofilo di lei, che ha violentato la figlia quando era piccola, l'uomo però afferma di essersi pentito negli anni e di essere cambiato ma la figlia non gli crede perché nessuno crederebbe a un pedofilo seppur dicesse di essere cambiato e di non essere più quello di un tempo. I 2 lo picchiano brutalmente ma quando vedono la figlioletta dell'uomo, che Sidney scopre essere la sua sorellina nata da un'altra relazione del padre che ha la stessa età che lei aveva quando venne violentata dal padre, credendo che avesse violentato anche la sorella lo uccidono, programmando di portare la bimba con loro ed essere una famiglia felice insieme. Tuttavia mentre i 3 stanno per andare via vengono trovati dalla polizia che costringono i 2 a chiudersi nella stazione di servizio, dove Ray è costretto a usare la bambina come ostaggio, tuttavia Sidney tranquillizza la sorellina garantendole che nessuno di loro 2 vuole farle del male. Asserragliati all'interno della stazione di servizio vengono contattati da Morgan, che convince Ray che Sid ha ucciso la sua fidanzata precedente perché gelosa, scatenando l'ira di Ray: ucciderà la moglie e farà in modo di farsi ammazzare dall'FBI dopo aver liberato la ragazzina. Prentiss viene contattata da Sean McAllister, un ex collega che la avvisa che un pericoloso criminale con cui hanno avuto a che fare in passato, Ian Doyle, è evaso.

### Soggetto Ignoto
La coppia di alcolisti Ray Donovan e Sidney Manning

### Citazioni
- Friedrich Nietzsche ha scritto "Quello che desta realmente indignazione verso la sofferenza non è la sofferenza in sé, ma l'insensatezza della sofferenza". (Emily Prentiss)
- William Glasser ha scritto: "Le cose dolorose avvenute in passato hanno un'enorme influenza su quello che siamo oggi". (Emily Prentiss)

## L'odore del passato
- Titolo originale: Sense Memory
- Diretto da: Rob Spera
- Scritto da: Randy Huggins

### Trama
Il team del BAU indaga su un uomo che rapisce delle donne attratto dal loro odore, che cerca di ricreare chimicamente dopo averle uccise. Presto gli agenti capiscono che il rapitore usa un taxi e l'indagine diventa presto una corsa contro il tempo per salvare l'ultima donna rapita. Giungono al nascondiglio dell'SI, salvando la donna e provocando la fuga dell'omicida che, dopo un drammatico inseguimento, muore in un incidente. Intanto Prentiss teme per la sua incolumità a causa del criminale russo evaso e che le sta dando la caccia; in un flashback Prentiss è in Francia e viene rapita da agenti dei servizi segreti non ben identificati.

### Soggetto Ignoto
Il taxista Steven

### Citazioni
- "La caccia non è uno sport. In uno sport entrambi i contendenti sanno di giocare". Paul Rodriguez (Derek Morgan)
- "Niente fa rivivere il passato più intensamente di un odore che una volta vi era associato". Vladimir Nabokov (Emily Prentiss)

## Il prezzo del cambiamento
- Titolo originale: Today I Do
- Diretto da: Ali Selim
- Scritto da: Alicia Kirk

### Trama
Il team si reca a Syracuse, New York per indagare su alcuni rapimenti. Studiando la vita delle vittime, il team del BAU scopre che hanno tutte in comune un passato di depressione o disturbi alimentari, giungendo alla scoperta che si erano rivolte tutte a una clinica specifica. Comprendono che l'SI è Jane Gould, una falsa allenatrice motivazionale che non è mai riuscita a completare gli studi e ottenere l'abilitazione alla professione: segue le sue "vittime" e le imita negli acquisti per avere una scusa per rivolgere loro la parola. Dopo aver rapito l'ultima ragazza, Molly, la imprigiona rompendole un ginocchio e rapisce l'ex fidanzato violento, Lyle. Quest'ultimo riesce a liberarsi, favorendo la fuga di Molly che viene raggiunta dalla sua rapitrice. Il team del BAU le raggiunge appena prima che Jane uccida Molly, salvandola. Prentiss intanto riceve alcune inquietanti notizie su uno dei suoi ex colleghi, oltre che messaggi minacciosi sul suo telefono.

### Soggetto Ignoto
L'assistente Jane Gould

### Citazioni
- "È difficile combattere contro un nemico che ha degli avamposti nella tua testa". Sally Kempton (David Rossi)
- "Non esiste circostanza, né destino, né fato che possa ostacolare la ferma risolutezza di un animo determinato". Ella Wheeler Wilcox (Emily Prentiss)